# 哈迪安托
哈迪安托（1993年2月28日—），印尼男子羽毛球運動員。

## 簡歷
2013年7月，哈迪安托与阿格里皮纳·普里玛·罗曼托·普特拉出戰印尼羽毛球國際挑戰賽，在男雙决赛以1比2（21-17、16-21、21-23）不敌队友的普拉文·乔丹以及Didit Juang，赢得亚軍。
2014年4月，哈迪安托与阿格里皮纳·普里玛·罗曼托·普特拉出戰紐西蘭羽毛球大獎賽，在男雙準决赛以0比2（18-21、14-21）不敌赛会2号种子、中華台北的陳宏麟/呂佳彬。
2015年3月，哈迪安托与凯纳斯·阿迪·哈迪安托出戰越南羽毛球國際系列賽，在男雙準决赛以1比2（21-18、14-21、17-21）不敌赛会8号种子、新加坡的许永凯/亨德拉·维加亚。同年4月，他与凯纳斯·阿迪·哈迪安托出戰印尼羽毛球國際系列賽，在男雙準决赛以0比2（9-21、18-21）不敌队友的Hantoro/里安·斯瓦斯泰迪安。同年8月，他与凯纳斯·阿迪·哈迪安托出戰新加坡羽毛球國際系列賽，在男雙决赛以1比2（21-13、16-21、19-21）不敌东道主的许永凯/骆建贤，赢得亚軍。同年9月，他与凯纳斯·阿迪·哈迪安托出戰印尼羽毛球國際挑戰賽，在男雙準决赛以1比2（21-18、15-21、14-21）不敌韩国的全棒澯/金大恩。同期9月，他分别与凯纳斯·阿迪·哈迪安托/Ulfa Zakia出戰越南羽毛球國際系列賽，在男雙决赛以2比0（21-14、21-14）击败了赛会3号种子、队友的Hantoro/里安·斯瓦斯泰迪安，赢得冠軍；而混雙準决赛以0比2（11-21、15-21）不敌队友的里安·斯瓦斯泰迪安/玛西塔·穆罕默丁。
2016年3月，哈迪安托与凯纳斯·阿迪·哈迪安托出戰波蘭羽毛球公開賽，在男雙决赛以2比1（21-5、18-21、21-15）力克赛会3号种子、泰国的德差蓬·保乌拉努科/革德伦·吉丁努蓬，赢得冠軍。同年3月，他与凯纳斯·阿迪·哈迪安托出戰奧爾良羽毛球國際挑戰賽，在男雙决赛以1比2（21-13、12-21、19-21）不敌瑞典的理查德·艾德斯泰特/尼科·鲁波宁，赢得亚軍。同年7月，他与凯纳斯·阿迪·哈迪安托出戰越南羽毛球大獎賽，在男雙準决赛以1比2（21-16、19-21、15-21）不敌赛会2号种子、中華台北的李洋/李哲輝。同年11月，他与凯纳斯·阿迪·哈迪安托出戰澳門羽毛球黃金大獎賽，在男雙準决赛以0比2（19-21、18-21）不敌赛会2号种子、中華台北的李洋/李哲輝。
2017年1月，哈迪安托与新搭档的贝里·安格里亚万出戰馬來西亞羽毛球大師賽，在男雙决赛以2比0（21-19、21-12）击败了东道主的吳世飛/努·伊祖丁·穆罕默德·侞薩尼，赢得开门红。同期1月，他与贝里·安格里亚万出战印度羽毛球黃金大獎賽，在男双準决赛以0比2（16-21、17-21）不敌赛会8号种子、中華台北的盧敬堯/楊博涵。同年2月，他与贝里·安格里亚万出战泰國羽毛球黃金大獎賽，在男双準决赛以0比2（16-21、17-21）再次不敌中華台北的盧敬堯/楊博涵。同年4月，他与贝里·安格里亚万出战中國羽毛球大師賽，在男双準决赛以0比2（9-21、13-21）不敌赛会5号种子、日本的井上拓斗/金子祐樹。同年5月，他与贝里·安格里亚万出战泰國羽毛球黃金大獎賽，在男双决赛以2比0（21-16、21-16）击败了德国的拉斐尔·贝克/彼得·卡斯巴尔，赢得冠军。同年8月，他代表印尼参加馬來西亞吉隆坡举办的東南亞運動會羽毛球比賽，助球队赢得了东运会男子团体金牌。同年10月，他与贝里·安格里亚万出战荷蘭羽毛球大獎賽，在男双準决赛以0比2（18-21、15-21）不敌赛会2号种子、日本的井上拓斗/金子祐樹。
2018年1月，哈迪安托与贝里·安格里亚万出战泰國羽毛球大師賽，在男双準决赛以0比2（17-21、17-21）不敌赛会7号种子、队友的瓦赫尤·那亚卡·阿亚·邦卡亚尼拉/阿迪·尤苏夫·桑托索。同年5月，他与贝里·安格里亚万出战紐西蘭羽毛球公開賽，在男双决赛以0比2（17-21、17-21）不敌赛会头号种子、中華台北的陳宏麟/王齊麟，赢得亚军。同年5月，他与贝里·安格里亚万出战澳洲羽毛球公開賽，在男双决赛以1比2（21-9、9-21、21-15）力克赛会2号种子、队友的W·N·A·邦卡亚尼拉/阿迪·尤苏夫·桑托索，赢得冠军。

## 主要比賽成績
只列出曾進入準決賽的國際賽事成績：
| 年份   | 賽事                     | 公開賽級別 | 項目     | 搭檔                            | 成績   |
| ------ | ------------------------ | ---------- | -------- | ------------------------------- | ------ |
| 2013年 | 印尼羽毛球國際挑戰賽     | 國際挑戰賽 | 男子雙打 | 阿格里皮纳·普里玛·罗曼托·普特拉 | 準決賽 |
| 2014年 | 紐西蘭羽毛球大獎賽       | 大獎賽     | 男子雙打 | 阿格里皮纳·普里玛·罗曼托·普特拉 | 準決賽 |
| 2015年 | 越南羽毛球國際挑戰賽     | 國際挑戰賽 | 男子雙打 | 凯纳斯·阿迪·哈迪安托            | 準決賽 |
| 2015年 | 印尼羽毛球國際系列賽     | 國際系列賽 | 男子雙打 | 凯纳斯·阿迪·哈迪安托            | 準決賽 |
| 2015年 | 新加坡羽毛球國際系列賽   | 國際系列賽 | 男子雙打 | 凯纳斯·阿迪·哈迪安托            | 亞軍   |
| 2015年 | 印尼羽毛球國際挑戰賽     | 國際挑戰賽 | 男子雙打 | 凯纳斯·阿迪·哈迪安托            | 準決賽 |
| 2015年 | 越南羽毛球國際系列賽     | 國際系列賽 | 男子雙打 | 凯纳斯·阿迪·哈迪安托            | 冠軍   |
| 2015年 | 越南羽毛球國際系列賽     | 國際系列賽 | 混合雙打 | Ulfa Zakia                      | 準決賽 |
| 2016年 | 波蘭羽毛球公開賽         | 國際挑戰賽 | 男子雙打 | 凯纳斯·阿迪·哈迪安托            | 冠軍   |
| 2016年 | 奧爾良羽毛球國際挑戰賽   | 國際挑戰賽 | 男子雙打 | 凯纳斯·阿迪·哈迪安托            | 亞軍   |
| 2016年 | 越南羽毛球大獎賽         | 大獎賽     | 男子雙打 | 凯纳斯·阿迪·哈迪安托            | 準決賽 |
| 2016年 | 澳門羽毛球黃金大獎賽     | 黃金大獎賽 | 男子雙打 | 凯纳斯·阿迪·哈迪安托            | 準決賽 |
| 2017年 | 馬來西亞羽毛球大師賽     | 黃金大獎賽 | 男子雙打 | 贝里·安格里亚万                 | 冠軍   |
| 2017年 | 印度羽毛球黃金大獎賽     | 黃金大獎賽 | 男子雙打 | 贝里·安格里亚万                 | 準決賽 |
| 2017年 | 泰國羽毛球大師賽         | 黃金大獎賽 | 男子雙打 | 贝里·安格里亚万                 | 準決賽 |
| 2017年 | 新加坡羽毛球超級賽       | 超級賽     | 男子雙打 | 贝里·安格里亚万                 | 準決賽 |
| 2017年 | 中國羽毛球大師賽         | 黃金大獎賽 | 男子雙打 | 贝里·安格里亚万                 | 準決賽 |
| 2017年 | 泰國羽毛球黃金大獎賽     | 黃金大獎賽 | 男子雙打 | 贝里·安格里亚万                 | 冠軍   |
| 2017年 | 東南亞運動會羽毛球比賽   | 其他       | 男子團體 | －                              | 金牌   |
| 2017年 | 荷蘭羽毛球大獎賽         | 大獎賽     | 男子雙打 | 贝里·安格里亚万                 | 準決賽 |
| 2018年 | 泰國羽毛球大師賽         | 超級300賽  | 男子雙打 | 贝里·安格里亚万                 | 準決賽 |
| 2018年 | 紐西蘭羽毛球公開賽       | 超級300賽  | 男子雙打 | 貝里·安格里亞萬                 | 亞軍   |
| 2018年 | 澳洲羽毛球公開賽         | 超級300賽  | 男子雙打 | 贝里·安格里亚万                 | 冠軍   |
| 2019年 | 印尼瑪琅市長羽毛球大師賽 | 超級100賽  | 男子雙打 | 貝里·安格里亞萬                 | 準決賽 |
| 2023年 | 越南羽毛球公開賽         | 超級100賽  | 男子雙打 | 阿迪·尤蘇夫·桑托索              | 亞軍   |
| 2024年 | 印尼北干巴魯羽毛球大師賽 | 超級100賽  | 男子雙打 | 阿迪·尤蘇夫·桑托索              | 準決賽 |

| 2007-2017年 | 首要超級賽 | 超級賽 | 黃金大獎賽 | 大獎賽 | 國際挑戰賽 | 國際系列賽 | 未來系列賽 | 其他 |

| 2018-2026年 | 總決賽 | 超級1000賽 | 超級750賽 | 超級500賽 | 超級300賽 | 超級100賽 | 國際挑戰賽 | 國際系列賽 | 未來系列賽 | 其他 |

### 奧運會和世錦賽參賽紀錄
|          | 搭檔            | 2018 | 2019 |
| -------- | --------------- | ---- | ---- |
| 男子雙打 | 贝里·安格里亚万 | 16強 | 32強 |

## 主要对賽记录
哈迪安托與主要對手的對賽成績如下，截至2019年1月31日：
男雙 - 凯纳斯·阿迪·哈迪安托
| 對手                                 | 對賽次數 | 對賽結果 | 對賽結果 | 總計 |
| 對手                                 | 對賽次數 | 勝       | 負       | 總計 |
| ------------------------------------ | -------- | -------- | -------- | ---- |
| 穆罕默德·里安·阿利安托 法贾·阿尔弗兰 | 2        | 1        | 1        | 0    |

| 對手                                    | 對賽次數 | 對賽結果 | 對賽結果 | 總計 |
| 對手                                    | 對賽次數 | 勝       | 負       | 總計 |
| --------------------------------------- | -------- | -------- | -------- | ---- |
| 万纳瓦·安布苏万 提恩·伊斯里亚内特       | 3        | 3        | 0        | +3   |
| 古健傑 陳文宏                           | 1        | 1        | 0        | +1   |
| 骆建佑 黄敬卫                           | 1        | 1        | 0        | +1   |
| 帕维尔·皮特里亚 沃伊切赫·苏库德拉尔塞克 | 1        | 1        | 0        | +1   |
| 亚当·克瓦林纳 普热梅斯瓦夫·瓦查         | 1        | 1        | 0        | +1   |
| 渡邊達哉 權藤公平                       | 1        | 1        | 0        | +1   |
| 彼得·卡斯巴尔 拉斐尔·贝克               | 1        | 1        | 0        | +1   |
| 马文·埃米尔·塞德尔 马克·拉姆斯富斯      | 1        | 1        | 0        | +1   |
| 法比安·霍尔茨 约翰尼斯·皮斯托留斯       | 1        | 1        | 0        | +1   |
| 德差蓬·保乌拉努科 革德伦·吉丁努蓬       | 1        | 1        | 0        | +1   |
| 许永凯 亨德拉·维加亚                    | 1        | 0        | 1        | -1   |

男雙 - 贝里·安格里亚万
| 對手                                             | 對賽次數 | 對賽結果 | 對賽結果 | 總計 |
| 對手                                             | 對賽次數 | 勝       | 負       | 總計 |
| ------------------------------------------------ | -------- | -------- | -------- | ---- |
| 瓦赫尤·那亚卡·阿亚·邦卡亚尼拉 阿迪·尤苏夫·桑托索 | 4        | 2        | 2        | 0    |

| 對手                                 | 對賽次數 | 對賽結果 | 對賽結果 | 總計 |
| 對手                                 | 對賽次數 | 勝       | 負       | 總計 |
| ------------------------------------ | -------- | -------- | -------- | ---- |
| 韩呈恺 周昊東                        | 3        | 2        | 1        | +1   |
| 井上拓斗 金子祐樹                    | 3        | 0        | 3        | -3   |
| 渡邊勇大 遠藤大由                    | 3        | 1        | 2        | -1   |
| 楊博涵 盧敬堯                        | 3        | 1        | 2        | -1   |
| 蘇敬恒 廖敏竣                        | 3        | 1        | 2        | -1   |
| 因革叻·阿披素 塔努帕·威里扬恭        | 2        | 2        | 0        | +2   |
| 王齊麟 陳宏麟                        | 2        | 0        | 2        | -2   |
| 马奴·阿特里 苏密特·雷迪              | 1        | 1        | 0        | +1   |
| 羅漢·卡普爾 Arun GEORGE              | 1        | 1        | 0        | +1   |
| 塔伦·科纳 阿尔文·弗朗西斯            | 1        | 1        | 0        | +1   |
| 沙拉巴·夏爾馬 维涅什·迪弗莱卡        | 1        | 1        | 0        | +1   |
| 努·伊祖丁·穆罕默德·侞薩尼 吳世飛     | 1        | 1        | 0        | +1   |
| 李晉熙 羅卓謙                        | 1        | 1        | 0        | +1   |
| 马蒂亚斯·克里斯蒂安森 大卫·道嘉德    | 1        | 1        | 0        | +1   |
| 小野寺雅之 岡村洋輝                  | 1        | 1        | 0        | +1   |
| 尼科·鲁波宁 理查德·艾德斯泰特        | 1        | 1        | 0        | +1   |
| 克里斯·兰格瑞奇 马库斯·埃利斯        | 1        | 1        | 0        | +1   |
| 格雷戈里·梅尔斯 马修·克莱尔          | 1        | 1        | 0        | +1   |
| 肖恩·文迪 本·莱恩                    | 1        | 1        | 0        | +1   |
| 彼得·卡斯巴尔 拉斐尔·贝克            | 1        | 1        | 0        | +1   |
| 弗雷德里克·瑟高 马蒂亚斯·贝尔-斯密特 | 1        | 1        | 0        | +1   |
| 金子真大 久保田友之祐                | 1        | 1        | 0        | +1   |
| 陈炳顺 陈堂杰                        | 1        | 1        | 0        | +1   |